# Giangiacomo Lattanzi
Giangiacomo Lattanzi (Milano, 18 ottobre 1925 – 23 agosto 2013) è stato un politico e avvocato italiano.

## Biografia
Nato a Milano, cresce nelle Marche. Dopo la laurea in Giurisprudenza a Macerata, diventa avvocato cassazionista.
Politicamente è impegnato fin da giovane nel Partito Socialista Italiano. Dal 1951 al 1956 è vicesindaco di Offida; dal 1956 al 1963 è segretario della federazione provinciale del PSI di Ascoli Piceno. Sempre dal 1956 (e ininterrottamente fino al 1990) è consigliere comunale ad Ascoli Piceno. 
Nel 1964 è fra i promotori della scissione di sinistra che dà vita al Partito Socialista Italiano di Unità Proletaria, con il quale viene eletto alla Camera dei Deputati alle elezioni del 1968, restando in carica sino al 1972; nell'agosto di tale anno, allo scioglimento del PSIUP, aderisce al Partito Comunista Italiano, di cui entra negli organismi provinciali e regionali.
A metà anni '70 prende parte alla Commissione parlamentare inquirente dello scandalo “Lockheed” e al successivo processo. In seguito è giudice della Corte Costituzionale, nella composizione integrata per i "Giudizi di Accusa"